# Tlenki talowo-barowo-wapniowo-miedziowe

Schematyczne przedstawienie struktury tlenku TBCCO-2223 w postaci warstw.

Tlenki talowo-barowo-wapniowo-miedziowe (TBCCO - skrót od ang. thallium barium calcium copper oxide, wym. "tibko") - grupa nadprzewodników wysokotemperaturowych o wzorze ogólnym TlmBa2Can−1CunO2n+m+2+δ, gdzie δ oznacza niedobór atomów tlenu niezbędny do nadprzewodzenia. Tlenki TBCCO podobnie jak inne nadprzewodniki miedziowe (YBCO, BSCCO) oznacza się symbolami składającymi się z cyfr oznaczających współczynniki stechiometryczne. Niektóre spośród tlenków TBCCO wykazujących nadprzewodnictwo wraz z ich oznaczeniami zestawiono w tabeli:
| Wzór tlenku     | Oznaczenie | Temperatura krytyczna |
| --------------- | ---------- | --------------------- |
| Tl2Ba2Cu1O6     | TBCCO-2201 | 85 K                  |
| Tl2Ba2Ca1Cu2O8  | TBCCO-2212 | 105 K                 |
| Tl2Ba2Ca2Cu3O10 | TBCCO-2223 | 125 K                 |

Wykorzystanie nadprzewodników talowych, w szczególności w postaci cienkich warstw, ogranicza wysoka toksyczność talu i jego związków jak również lotność tlenku talu w temperaturze syntezy.